# میگل آنخل گامبوا
میگل آنخل گامبوا (اسپانیایی: Miguel Ángel Gamboa‎؛ زادهٔ ۲۱ ژوئن ۱۹۵۱) بازیکن سابق و مربی فوتبال اهل شیلی است.

## باشگاهی
از باشگاه‌هایی که در آن بازی کرده‌است می‌توان به باشگاه فوتبال آمریکا، باشگاه فوتبال کولو-کولو، باشگاه فوتبال یونیورسیداد شیلی، و باشگاه ورزشی آئوداکس ایتالیانو اشاره کرد. وی همچنین در تیم ملی فوتبال شیلی بازی کرده‌است.